# فرديناند فيلهلم جنسن
فرديناند فيلهلم جنسن (بالدنماركية: Ferdinand Vilhelm Jensen)‏ هو مهندس معماري دنماركي، ولد في 27 مارس 1837، وتوفي في 15 أبريل 1890.

## معرض صور

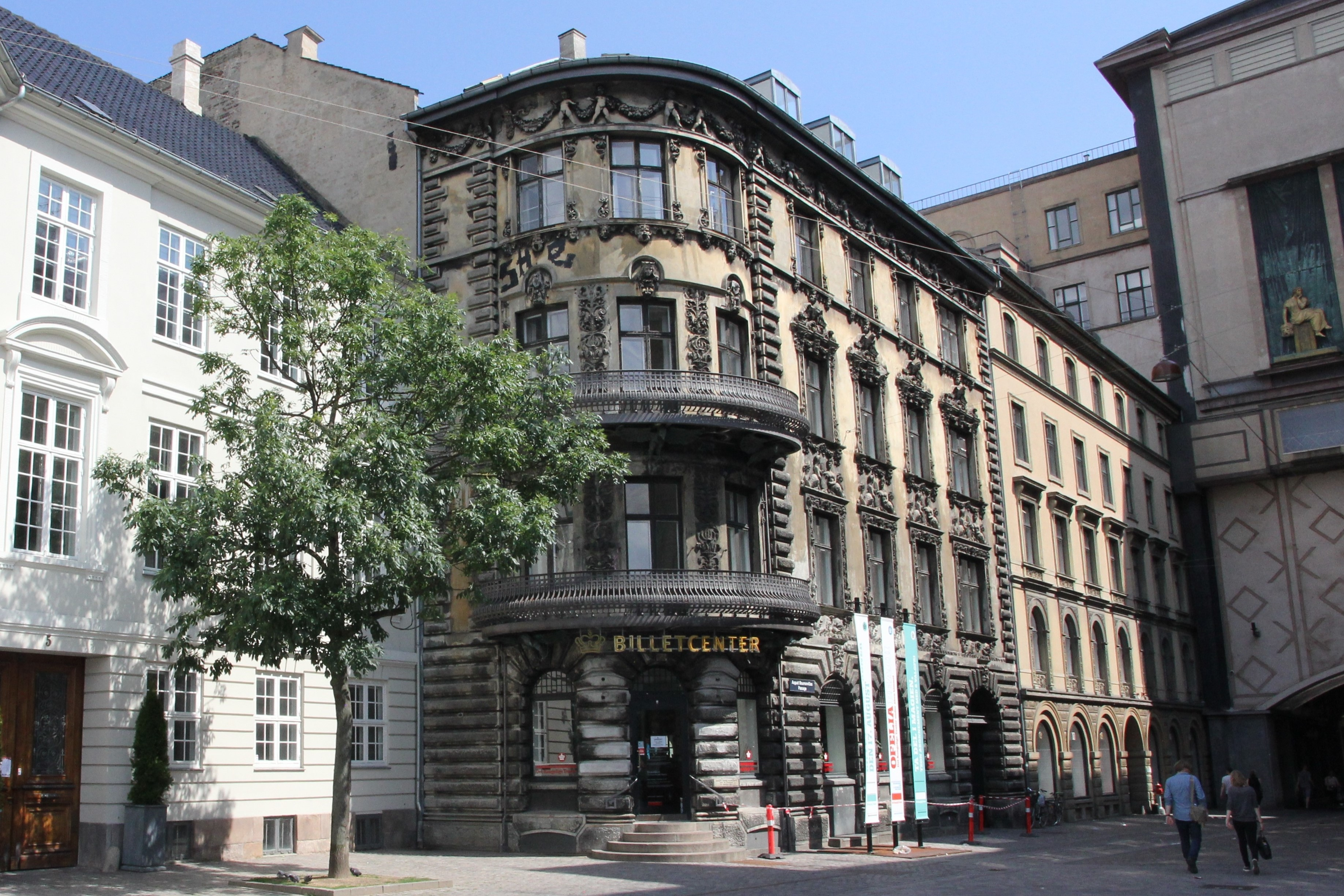
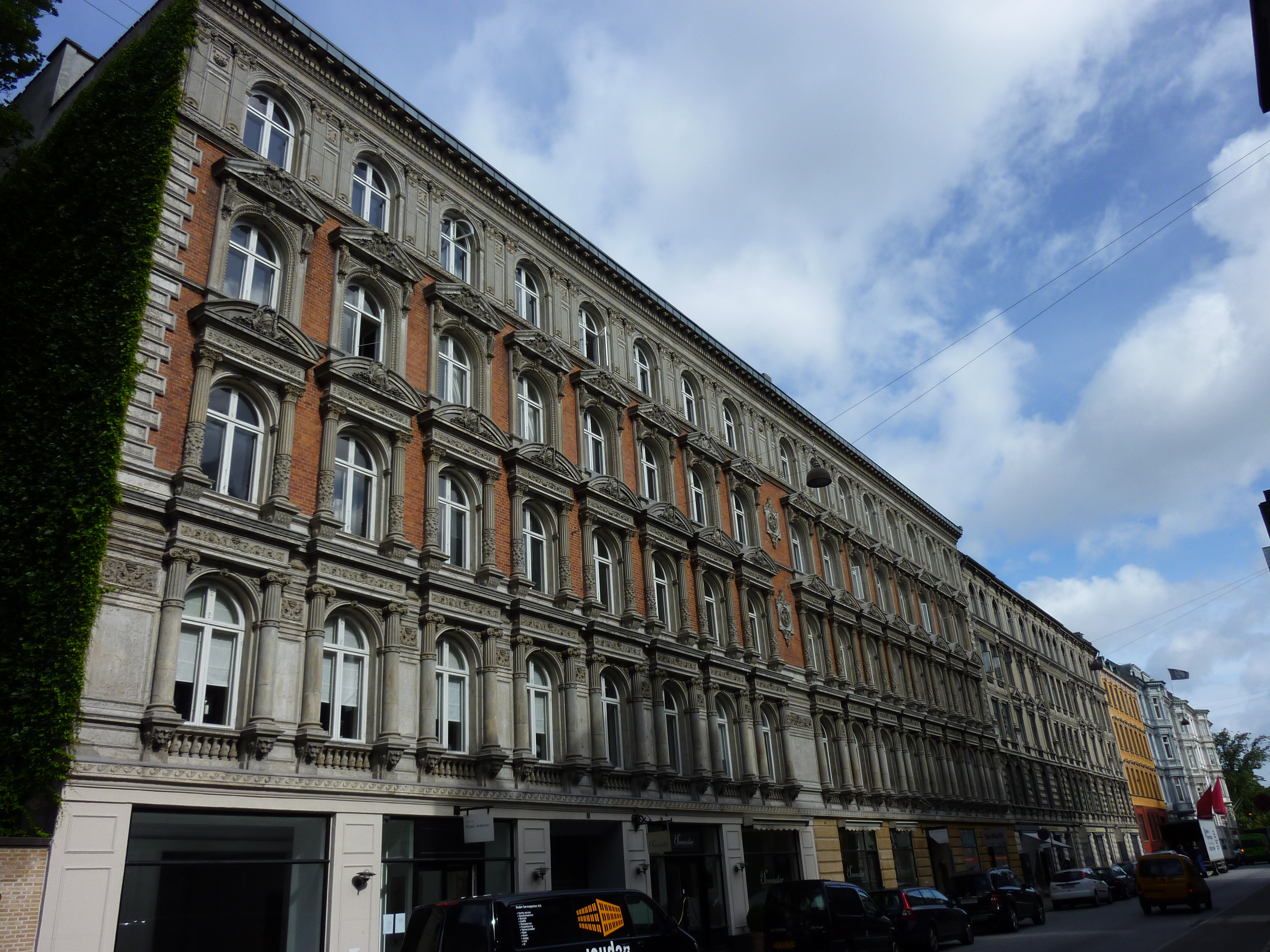
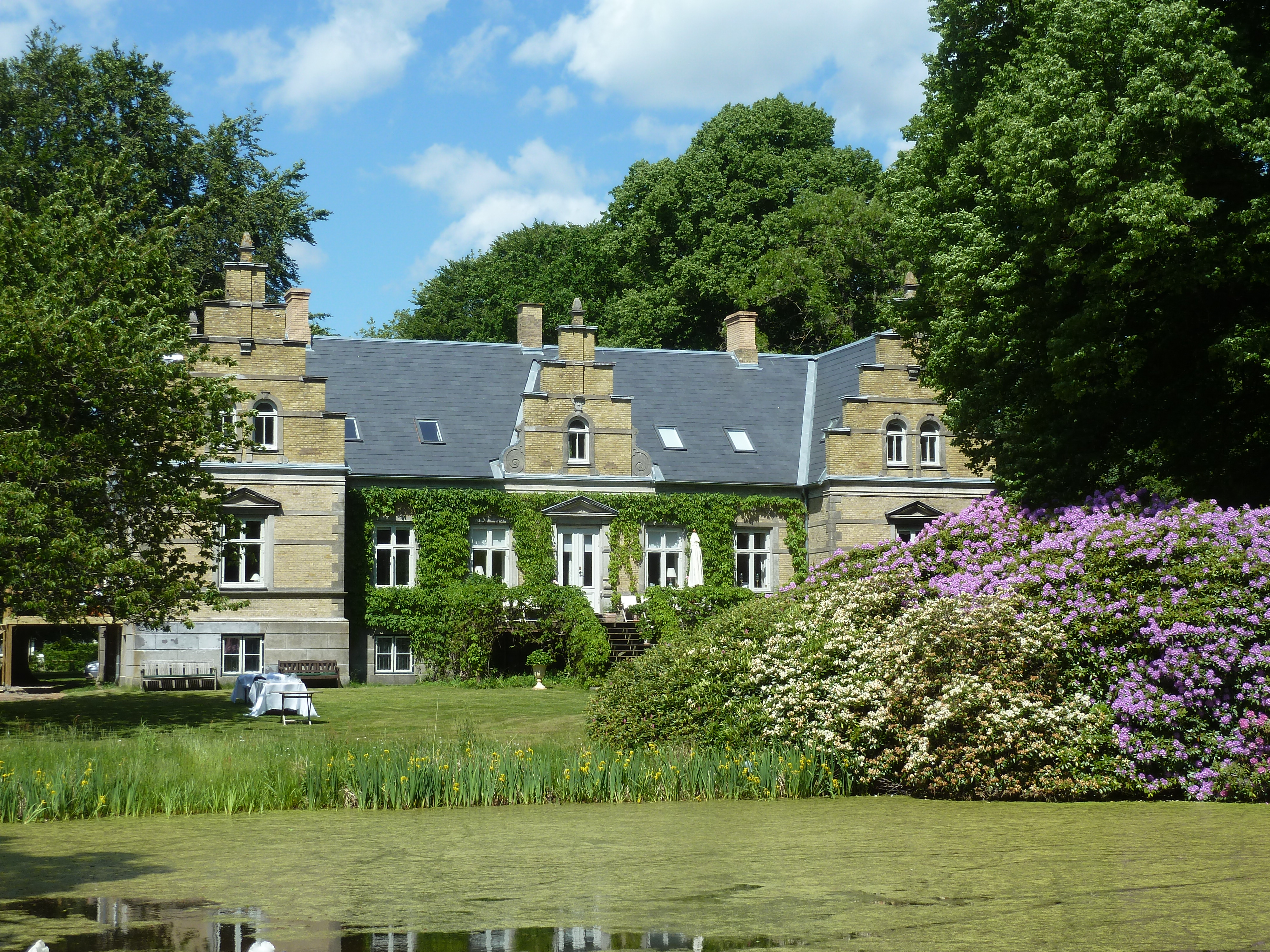
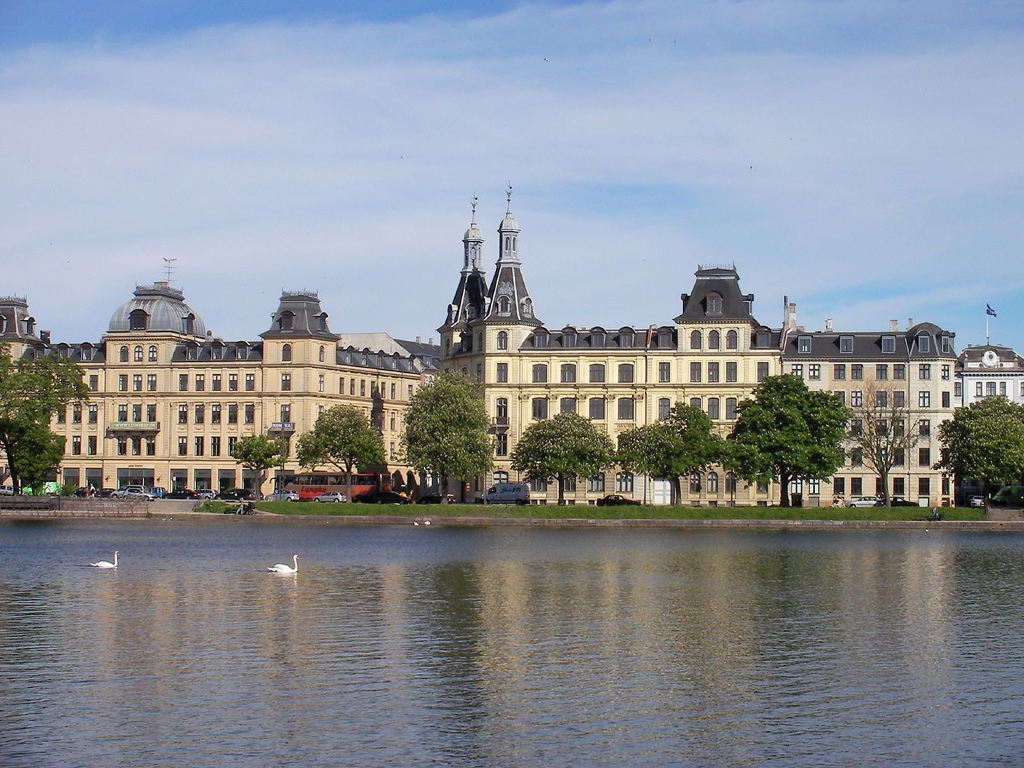